# 林烋
林烋（1535年—？），字裕甫，號鳳崖，廣東惠州府博羅縣人，民籍，明朝政治人物。

## 生平
嘉靖四十年（1561年）辛酉科廣東鄉試第六十四名舉人，四十四年（1565年）中式乙丑科會試第二百九十名，二甲第三十七名進士。戶部觀政，授亳州知州，隆慶二年（1568年）二月調廣西太平府左州知州，五年（1571年）正月升嚴州府同知，萬曆五年（1577年）三月升南京戶部員外郎，閏八月升郎中，九年（1581年）三月升銅仁府知府，丁憂，十四年（1586年）二月起補滁州知州，十五年（1587年）二月致仕。

## 家族
曾祖林傳；祖父林吉；父林夔，封南京戶部郎中。母張氏（封宜人）。